# Избица (гмина)
Избица (пол. Izbica) — сельская гмина (волость) в Польше, входит как административная единица в Красноставский повет, Люблинское воеводство. Население — 9 019 человек (на 2004 год).

## Сельские округа
1. Бобливо
2. Двожиска
3. Избица
4. Крынички
5. Майдан-Крыницки
6. Мхы
7. Орлув-Древняны
8. Орлув-Древняны-Колёня
9. Орлув-Мурованы
10. Орлув-Мурованы-Колёня
11. Остшица
12. Острувек
13. Романув
14. Стрыюв
15. Тарногура
16. Тарногура-Колёня
17. Тажимехы-Друге
18. Тажимехы-Первше
19. Тажимехы-Тшеце
20. Тополя
21. Вал
22. Вирковице-Друге
23. Вирковице-Первше
24. Вулька-Орловска
25. Залесе

## Соседние гмины
1. Гмина Гожкув
2. Гмина Красныстав
3. Гмина Красничин
4. Гмина Нелиш
5. Гмина Рудник
6. Гмина Скербешув
7. Гмина Стары-Замость